# 劉纂 (三國)
劉纂（？—3世紀），先後娶孫權兩個女兒為妻，是三國时期孫吳重臣，官至車騎將軍。同時也是當時著名的書法家。

## 生平
劉纂早期經歷不詳，妻為孫權之女，早亡。嘉禾四年（235年），廬陵李桓、路合、東冶隨春、南海羅厲同時起兵發動叛亂，劉纂與唐咨作為副將隨鎮南將軍呂岱前往平叛，隨春投降，李桓、羅厲被斬，叛變被成功平息。赤烏十三年（250年），丞相朱據被賜死。後來朱據的妻子，也是孫權幼女的孫魯育嫁給劉纂為繼室。
建興元年（252年），年僅十歲的孫亮即位，諸葛恪、孫峻先後掌權。五鳳二年（255年）秋七月，孫儀打算誅殺孫峻的事情敗露，孫魯育的姐姐孫魯班趁機誣陷她是孫儀同黨，導致孫魯育被一同處死。太平元年（256年）八月，孫峻命時任車騎將軍的劉纂與驃騎將軍呂據、征北大將軍文欽、鎮南將軍朱異、前將軍唐咨率軍北伐。次月孫峻去世，孫綝繼掌朝政，召劉纂等人還師。呂據不肯屈居於孫綝之下，欲廢黜孫綝。孫綝請詔命敕令劉纂等人率軍攻擊呂據部，呂據被迫自殺。
孫休、孫皓時期，劉纂依然擔任車騎將軍一職。蜀國滅亡後，他反對陸凱與晉國保持和平的主張，向孫皓提議向對方派遣間諜，以觀其變，伺機而動。此後事蹟不詳。

## 書法
劉纂是吳國著名書法家，同時代的丹陽人葛洪曾將他與皇象、岑伯然、朱季平作為吳地書法的代表，將之與中原地區的書法名家鍾繇、胡昭、張芝、索靖等人相提並論，認為“各一邦之妙”。